# محوطه چشمه داوی
محوطه چشمه داوی مربوط به دوره تاریخی است و در شهرستان ایلام، بخش مرکزی، دهستان میش خاص، روستای چشمه داوی واقع شده است. این اثر در تاریخ ۳۰ دی ۱۳۸۵ با شمارهٔ ثبت ۱۶۹۵۸ به عنوان یکی از آثار ملی ایران به ثبت رسیده است.